# Parabole de la Brebis égarée

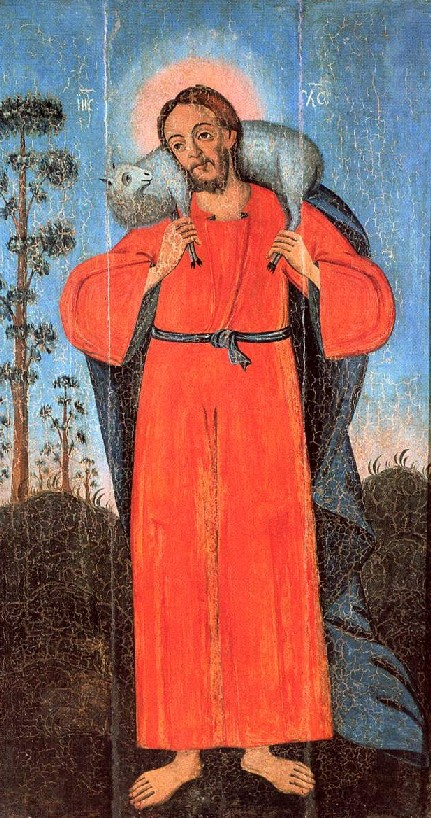
Icône de Bessarabie du XVIII.

La parabole de la Brebis égarée, dite aussi « parabole du Bon Berger » ou encore « du Bon Pasteur », attribuée à Jésus de Nazareth, se retrouve dans deux évangiles canoniques du Nouveau Testament. Elle est rapportée par Matthieu (Mt 18,12-13) et Luc (Lc 15,3-7). On la trouve aussi dans l'Évangile apocryphe de Thomas, logion 107. De possibles parallèles dans l'Ancien Testament sont Ez 34,6, 12 et Ps 119,176.

## Texte
Évangile selon Matthieu, chapitre 18, versets 12 à 14 :
« Que vous en semble ? Si un homme a cent brebis, et que l'une d'elles s'égare, ne laisse-t-il pas les quatre-vingt-dix-neuf autres sur les montagnes, pour aller chercher celle qui s'est égarée ? Et, s'il la trouve, je vous le dis en vérité, elle lui cause plus de joie que les quatre-vingt-dix-neuf qui ne se sont pas égarées. De même, ce n'est pas la volonté de votre Père qui est dans les cieux qu'il se perde un seul de ces petits. » 
Évangile selon Luc chapitre 15, versets 4 à 7 : 
« Quel homme d’entre vous, s’il a cent brebis, et qu’il en perde une, ne laisse les quatre-vingt-dix-neuf autres dans le désert pour aller après celle qui est perdue, jusqu’à ce qu’il la retrouve ? Lorsqu’il l’a retrouvée, il la met avec joie sur ses épaules, et, de retour à la maison, il appelle ses amis et ses voisins, et leur dit : Réjouissez-vous avec moi, car j’ai retrouvé ma brebis qui était perdue. De même, je vous le dis, il y aura plus de joie dans le ciel pour un seul pécheur qui se repent, que pour quatre-vingt-dix-neuf justes qui n’ont pas besoin de repentance. »
Traductions d'après la Bible Louis Segond.

## Interprétation
La parabole a donné lieu à une expression, la « brebis égarée », désignant, à l'instar du « fils prodigue » dans une parabole qui suit peu après dans Luc, la personne qui s'égare moralement, ou, toujours dans Luc, quelques versets plus tard, de la drachme perdue.
Les deux premières paraboles, et parfois les trois, servent de base dans les considérations que développent les théologiens et prédicateurs sur la nécessité d'aller chercher la brebis égarée pour la faire rentrer dans le troupeau, quand on considère l'égarement involontaire, ou d'accueillir avec grâce le pécheur repenti, dans le cas de l'égarement volontaire.